# 燕南长城
燕南长城是燕國在其南部疆域修建的長城，它西起現今的涞源乌龙沟，途徑河北省易县紫荆关、徐水县遂城、雄县张青口、文安县新镇、苏桥、左各庄、滩里，之後再向南途徑黄甫、德归，最終至大城县刘固献南部子牙河畔。現今殘存燕南长城墙体高度不一，最矮的有几十厘米、最高的有4米不等。文安韩村、大城旺村、王轴北、郭底等地发现烽遂遗址。燕国灭亡後燕南长城逐漸荒廢。